# Mer du Groenland
La mer du Groenland est une mer bordière de l'océan Arctique d'une superficie d'environ 1 205 000 km2 et située entre la côte est du Groenland à l'ouest, les côtes septentrionales de l'Islande au sud, l'île Jan Mayen à l'est et l'île Spitzberg (Svalbard) au nord-est.

## Géographie
L'Organisation hydrographique internationale définit les limites de la mer du Groenland de la façon suivante : 
- Au nord : une ligne joignant la pointe la plus au nord de l'île du Spitzberg à l'extrémité nord du Groenland, le cap Morris Jesup  (83° 39′ 42″ N, 33° 24′ 37″ O).

- À l'est : la côte ouest du Spitzberg occidental.

- Au sud-est : une ligne joignant l'extrémité sud de l'île du Spitzberg (76° 34′ 37″ N, 16° 40′ 12″ E) à la pointe la plus septentrionale de l'île Jan Mayen (71° 08′ 45″ N, 7° 59′ 30″ O), puis le long de la côte occidentale de cette île jusqu'à sa pointe sud, de là une ligne jusqu'à l'extrémité orientale de Gerpir, en Islande (65° 04′ 38″ N, 13° 29′ 48″ O).

- Au sud-ouest : une ligne joignant la pointe de Straumnes (66° 25′ 45″ N, 23° 08′ 20″ O), Phare de Straumnes (Vestfirðir), à l'extrémité nord-ouest de l'Islande, au cap Nansen (Kap Nansen), au Groenland (68° 14′ 05″ N, 29° 25′ 38″ O).

- À l'ouest : les côtes est et nord-est du Groenland entre le cap Nansen (Kap Nansen) et la pointe la plus septentrionale (83° 39′ 42″ N, 33° 24′ 37″ O).

Elle communique avec l'océan Atlantique par le détroit de Danemark au sud-ouest et la mer de Norvège au sud-est et à l'est. La plus importante des branches du courant transpolaire traverse cette mer en formant le courant du Groenland. À cause de la présence de nombreux icebergs, sa partie nord est rarement navigable. 
La profondeur moyenne est de 1 450 m, sa plus grande profondeur prouvée est de 4 800 m.

## Faune
La mer du Groenland est riche de micro-organismes, base de la chaîne alimentaire marine, de beaucoup de poissons comme  la morue, le hareng, le saumon, le flétan et le carrelet, d'oiseaux et de mammifères marins dont des phoques, des baleines et des dauphins.